# Bruno Marée
Bruno Marée est un auteur belge de langue française né à Kinshasa (R.D.C.) en 1955. 
Romancier, conteur et nouvelliste après une carrière dans l’enseignement, il vit aujourd’hui en Calestienne, dans le sud de la Belgique, une région calcaire qu’il affectionne particulièrement. 
Membre effectif de l’a.s.b.l. « Les Naturalistes de la Haute-Lesse » depuis 1980, il guide et anime de nombreuses activités de terrain. De 2002 à 2010, il assure la présidence de cette association et publie de nombreux articles dans la revue de cette société naturaliste, « Les Barbouillons ». Ses thèmes de prédilection concernent notamment la préservation des sites naturels, la géologie, la géomorphologie et les phénomènes karstiques, la qualité biologique des eaux de surface, la détermination et la distribution de la malacofaune terrestre, et toutes les caractéristiques environnementales de sa région de prédilection, la Calestienne.  
Particulièrement intéressé par le patrimoine historique, il adhère à l’a.s.b.l. « Les Amis de l’Ermite de Resteigne » qu’il préside à partir de 2010. Entre 2009 et 2019, en collaboration avec les services de l’AWaP (Agence Wallonne du Patrimoine), il dirige un important chantier de fouilles archéologiques sur le site de l’ermitage d’Edmond d’Hoffschmidt (1777-1861), dans le Bois Niau, à Auffe (commune de Rochefort).
Apiculteur, naturaliste, marcheur en forêt, les quatrièmes de couvertures de ses ouvrages citent souvent  Voltaire, « Les limaçons… sont des objets dignes de la curiosité d’un philosophe », une citation qui fait référence à son amour de la nature. Toutefois, l’humain compte parmi les observations favorites de ce naturaliste.

## Prix littéraires
Il a remporté de nombreux prix : 
- Prix de la nouvelle de Montagne à Corrençon-en-Vercors en 2009 (Les lunes de miel).

- Lauréat du concours de nouvelles historiques de Pontivy sur le thème « Rebelles et résistants » en 2010 (L’activiste insoumis).
- Lauréat du concours de textes de la Maison de la Francité (Communauté française de Belgique) sur le thème « Etincelles » en 2015 (Ceux qui ne font que passer).
- Lauréat du concours d'écriture des bibliothèques de Rochefort, Wellin, Bièvre et Givet sur le thème "dépasser les frontières", 2015.
- Premier prix du concours de nouvelles des Amis des Arts et de la Culture de la ville de Riantec (Bretagne-France) sur le thème du « doute » en 2017 (Il y a une poire sur le tabouret du piano)[2].
- Lauréat du Prix de l'Eau Noire sur le thème "La porte était fermée et pourtant..." pour le conte intitulé "Goulache, couscous et canard laqué", Couvin, 2018.
- Lauréat du concours d'écriture organisé par les Bibliothèques de Beauraing, Bièvre, Givet, Rochefort et Wellin sur le thème "Esprit de clocher" pour la nouvelle intitulée "Les cloches", 2019.
- Lauréat du Prix Jean Lebon sur le thème du "Climat" pour la nouvelle intitulée "La salle d'attente", Athus-Aubange, 2019[3].

## Publications
- Le sanglier ne pleure pas, roman, Éditions Publibook, Paris, 2009.
- Du crapaud à l’ours polaire, et autres chroniques alphabétiques du plat de nouilles, nouvelles, Éditions Memory, Tenneville (B) , 2010.
- Résistance, L’activiste insoumis, L’insupportable portable, nouvelles, Les Éditions Chouette Province, Marche-en-Famenne (B), 2010.
- Au gré des girouettes, roman, Éditions Memory, Tenneville (B), 2012[4].
- « Chambre particulière », nouvelle, Quand on est deux, Recueil collectif belgo-québécois, Éditions Memory, Tenneville (B) en collaboration avec les Éditions « Vents d’Ouest » (Québec), 2013.
- « Labour, aller-retour », nouvelle, Partir, revenir, Recueil collectif, Stéphane Batigne Éditeur, Questembert (F), 2014.
- Tous les chemins mènent ailleurs, nouvelles, Éditions Academia Littératures, Louvain-la-Neuve (B), 2014[5],[6].
- « La grande distribution », nouvelle, Désobéissances, recueil collectif, Éditions du Basson, Marcinelle (B), 2015.
- « La haie de thuyas de monsieur Victor », nouvelle, Dépasser les frontières, recueil collectif, Ker Éditions, Mont-Saint-Guibert (B), 2016.
- La Vierge et le Lupanar, roman, Éditions Memory, Tenneville (B), 2017[7].
- In illo tempore (en ce temps-là)…, nouvelle, Tempus Mutandi, recueil collectif, Malagne, Rochefort (B), 2018.
- Goulash, couscous et canard laqué, conte, recueil collectif, Centre culturel de Couvin (B), 2018.
- Histoires vraies ou fausses légendes du Pays de Han, recueil de contes, Gloup’s Éditions, Han-sur-Lesse (B), 2018.
- Entre Lesse et Lomme, La Nature et les Hommes, essai, Gloup’s Éditions, Han-sur-Lesse (B), 2019.
- Ceux qui ne font que passer, nouvelles, Demdel Éditions, Arlon (B), 2019.
- Grenailles errantes, nouvelles, Éditions Quadrature, Louvain-la-Neuve (B), 2021.
- Éloge du désamour et de l’esprit critique, essai, Éditions Complicités, Paris (F), 2023[8].
- Incidents de parcours, nouvelles, Éditions Quadrature, Louvain-la-Neuve (B), 2023[9],[10].

## Collaborations
- Notae Praehistoricae, Studia Praehistorica Belgica, I.R.Sc.Nat. de Belgique.
- L'Ermitage », bulletin annuel de l'a.s.b.l. « Les Amis de l'Ermite de Resteigne ».
- Revue bimensuelle Les Barbouillons de l'ASBL Les Naturalistes de la Haute-Lesse.
- Revue de la Meuse à l'Ardenne de l'ASBL Entre Ardenne et Meuse.
- Chronique de l'Archéologie Wallonne, SPW Editions.